# Bagisara rectifascia
Bagisara rectifascia är en fjärilsart som beskrevs av Augustus Radcliffe Grote 1874. Bagisara rectifascia ingår i släktet Bagisara och familjen nattflyn. Inga underarter finns listade i Catalogue of Life.